# Hybridhund

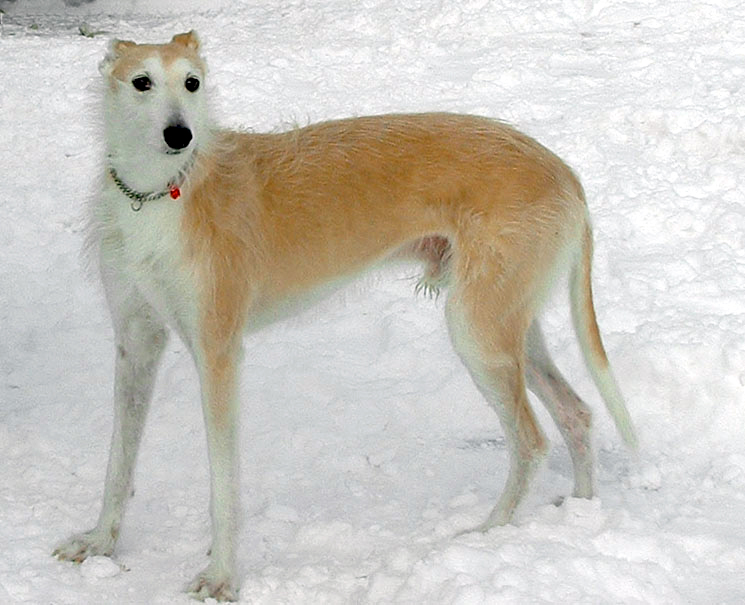
Lurcher

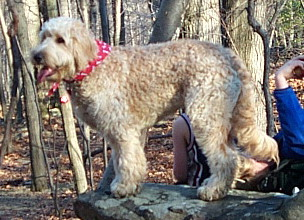
Goldendoodle: Golden Retriever X Pudel

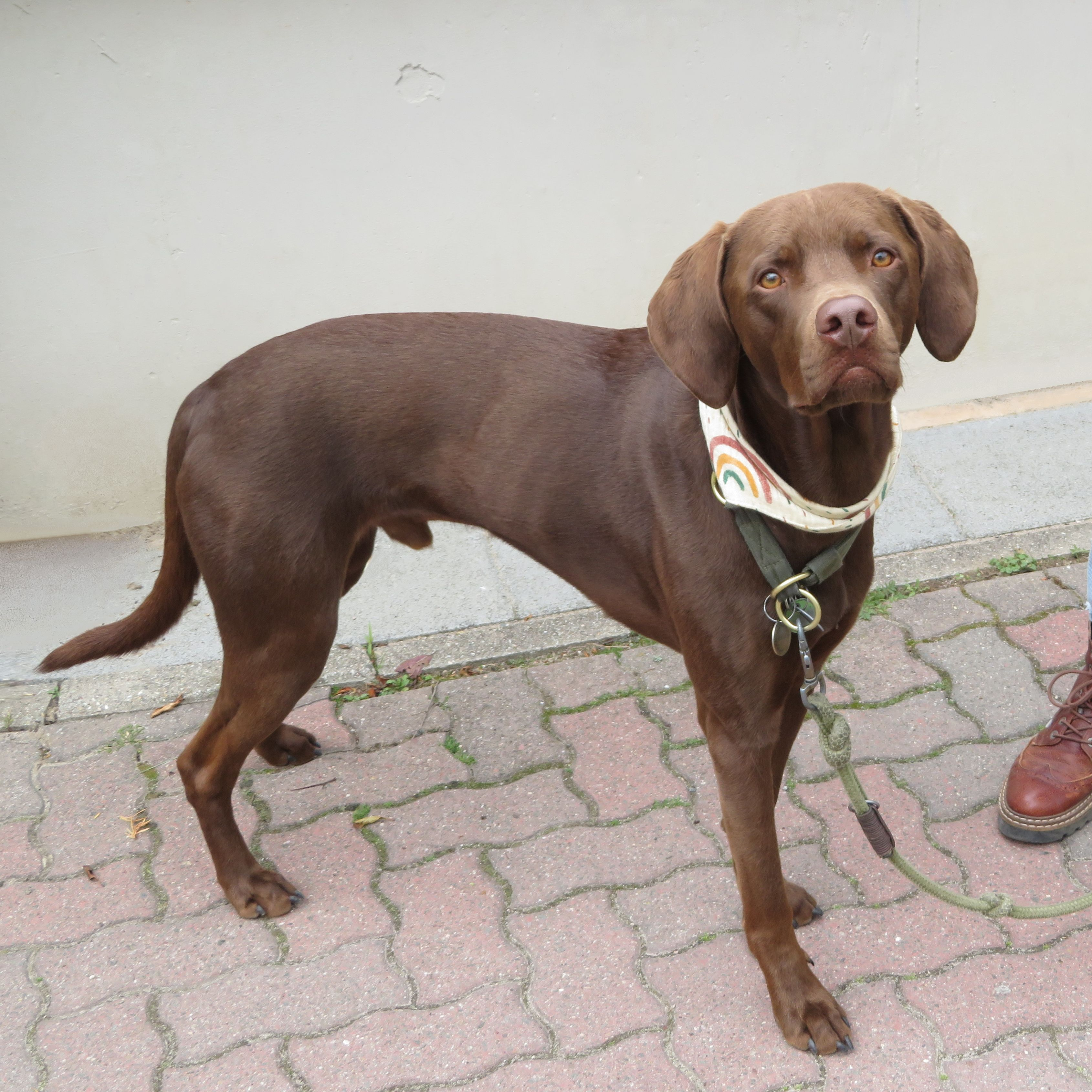
Vizslador Rüde

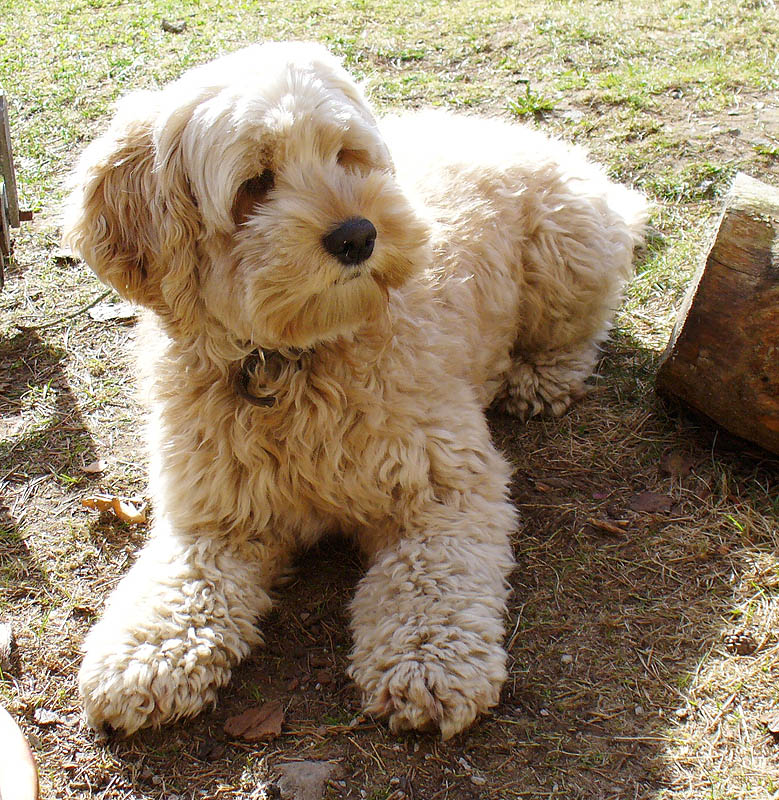
Cockapoo

Ein Hybridhund ist ein Hund, dessen Elterntiere zwei unterschiedlichen Rassen angehören, deren Verpaarung im Normalfall geplant erfolgt (im Gegensatz zu Mischlingen). Die Verpaarung verfolgt das Ziel, die positiven Eigenschaften beider Rassen zu akkumulieren. Aus diesem Grund werden die  Ergebnisse auch Designerhunde genannt. Mit den Ergebnissen wird nicht weitergezüchtet, sondern es werden immer wieder Hunde beider Rassen neu verpaart.

## Geschichte
Die Idee, Hunde auf diese Weise zu züchten, ist keine neue Erscheinung. Als ältere Hybridhunde seien hier der Lurcher (Windhund × nicht-Windhund), der Longdog (Windhund × Windhund) oder der Catahoula Bulldog (American Bulldog × Louisiana Catahoula Leopard Dog) angeführt, die seit 100 Jahren und mehr so gezüchtet werden.

## Situation
In einigen Ländern, besonders den USA, ist die Zucht von Hybridhunden nach Kundenwünschen stark vertreten, wobei die Bezeichnung des Hybrids aus den Elternrassen zusammengesetzt wird. Beispiele für Hybride mit dem Pudel:
- Labradoodle aus Labrador Retriever und Großpudel
- Goldendoodle aus Golden Retriever und Großpudel
- Cockapoo aus American Cocker Spaniel und Pudel

Selbst mit Wölfen und anderen Hundeartigen gab es Forschungskreuzungen. Der Puwo ist beispielsweise ein experimenteller Pudel-Wolfshybride.
Goldendoodle, Labradoodle und Cockapoo finden sich im Oxford English Dictionary. Hybridhunde mit Pudel-Elternteil werden von ihren Züchtern oft als „hypoallergen“ (wenig Allergene produzierend) und „für Allergiker geeignet“ beschrieben, da sie wenig bis gar nicht haaren. Nach neueren Erkenntnissen kann allerdings nicht generell von hypoallergenen Hunden gesprochen werden, weil auch andere Substanzen des Hundes wie Speichel allergen sein können und einzelne Allergiker unterschiedlich auf verschiedene Rassen reagieren. Bei Kindern wurde ein niedrigeres Asthmarisiko gefunden, wenn sie mit Hunden aufwachsen. Auch hier fand sich jedoch kein Zusammenhang mit sogenannten hypoallergenen Hunden.

## Genetik
Aus genetischer Sicht entspricht die Verpaarung zweier Hunde, die verschiedenen Rassen angehören, einer Kreuzung weitgehend reinerbiger Inzuchtlinien. Gemäß der ersten Mendelschen Regel, der Uniformitätsregel, kann in der ersten Generation (F1-Generation) darum ein weitgehend homogener Phänotyp erwartet werden.
Der besondere Vorteil einer Hybride ist der Heterosis-Effekt, also eine überproportionale Erhöhung der Fitness (Krankheitsresistenz, Fruchtbarkeit) bei den Nachkommen, welche durch die genetische Durchmischung erzielt wird. Dieser Effekt selbst ist nicht erblich, sondern kommt durch die Hybridisierung zustande. Teilweise wird die Weiterzucht von Nachkommen einer Hybride ebenfalls als Hybride bezeichnet. Wird allerdings mit Hybridhunden weitergezüchtet, so sind die Würfe nicht mehr homogen, sondern zeigen eine sehr breite Variation im Phänotyp. Dies kann mit der Mendelschen Spaltungsregel und der Regel der unabhängigen Neukombination von Erbanlagen erklärt werden. Die ab der F2-Generation entstehende phänotypische Vielfalt kann erst durch eine längere Selektion, Inzucht und Linienzucht wieder stabilisiert werden. Es handelt sich in einer F2- und späteren Generationen also nicht mehr um Hybridhunde, sondern um Nachkommen mit bekannten Elternteilen verschiedener Rassen in der typischen Merkmalsvielfalt. 
Die Kreuzung von Hunden ausgewählter Hunderassen mit anschließender Stabilisierung des Phänotyps durch Selektion wurde zum Beispiel zur Etablierung der Rasse Kromfohrländer angewandt, wo nach einer Zufallskreuzung mit erfreulichem Ergebnis 1946 gezielt mit diesen Tieren weitergezüchtet wurde, bis sich der Phänotyp stabilisierte und die Rasse 1955 anerkannt wurde. 1960 wurde in diese Rasse nochmals ein Foxterrier eingekreuzt und die resultierenden Hybridhunde für die Weiterentwicklung der Rasse verwendet. Seither wird in Reinzucht gezüchtet.